# Mines d'antimoine du Murchison Range
Les mines d'antimoine du Murchison Range qui contiennent aussi des quantités importantes d'or, ont fait de l'Afrique du Sud le premier producteur mondial d'antimoine, devant la Chine, avant que celle-ci ne domine l'offre mondiale à partir du milieu des années 1980. 

## Histoire

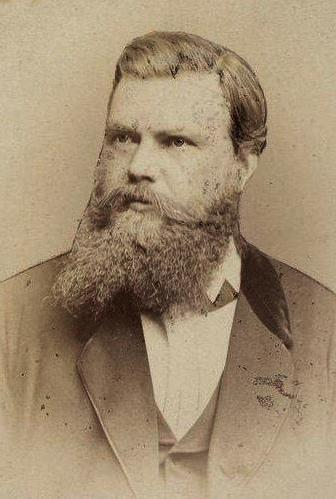
Karl Mauch.

Les mines d'antimoine du Murchison Range sont découvertes en 1866 par l'explorateur allemand Karl Mauch, qui parcourt le Mashonaland central en direction du Zimbabwé. Le 5 septembre 1871, il a aussi découvert les fabuleuses ruines et les impressionnantes murailles de pierre du site archéologique DU Grand Zimbabwe, qui n’ont pas révélé tous leurs mystères. Il considérait que ces ruines étaient les restes de la cité biblique d'Ophir, la cité d'origine de l'or donné par la Reine de Saba au roi Salomon. 
L'exploitation des Mines d'antimoine du Murchison Range débute au tout début des années 1870. Elles sont situées après un baobab, sur 12 miles, à l'ouest du Parc Kruger, dans la ligne de collines qui s'étend sur quelques miles à l'ouest de Leydsdorp, capitale de la ruée vers l'or qui démarre alors, alors qu'on n'est pas encore conscient de la présence de l'antimoine, qui s'étend entre les mines Invicta, Free State, Gravelotte, dotées de fortes teneurs en or. L'extraction d'antimoine, connue des navigateurs portugais passe aux mains des Européens en 1892. En 1971, ce gisement fera de l'Afrique du Sud le premier producteur mondial, devant la Chine, qu'elle dépasse à la décennie suivant avant de s'incliner finalement devant elle. La mine de Gravelotte est la plus grande, avec une production de 8 000 tonnes de concentrés d'antimoine.